# Bittó-kormány

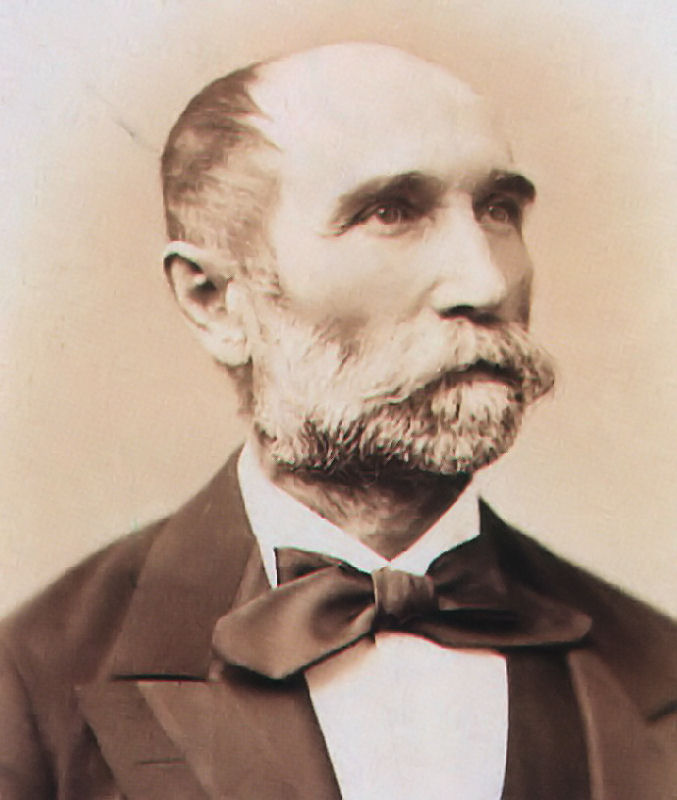
Bittó István (fényképezte: Ellinger Ede)

Bittó-kormány a kiegyezés utáni negyedik magyar kormány volt.

## Története
Bittó István kormánya a Szlávy-kormány lemondása miatt alakult 1874. március 21-én. Az 1875-ös választásokat követően, 1875. március 2-án járt le a mandátuma. A kormányzó Deák-párt egy nappal azelőtt, március elsején egyesült a Balközéppel és alakult át a Szabadelvű Párttá.

## A kormány tagjai

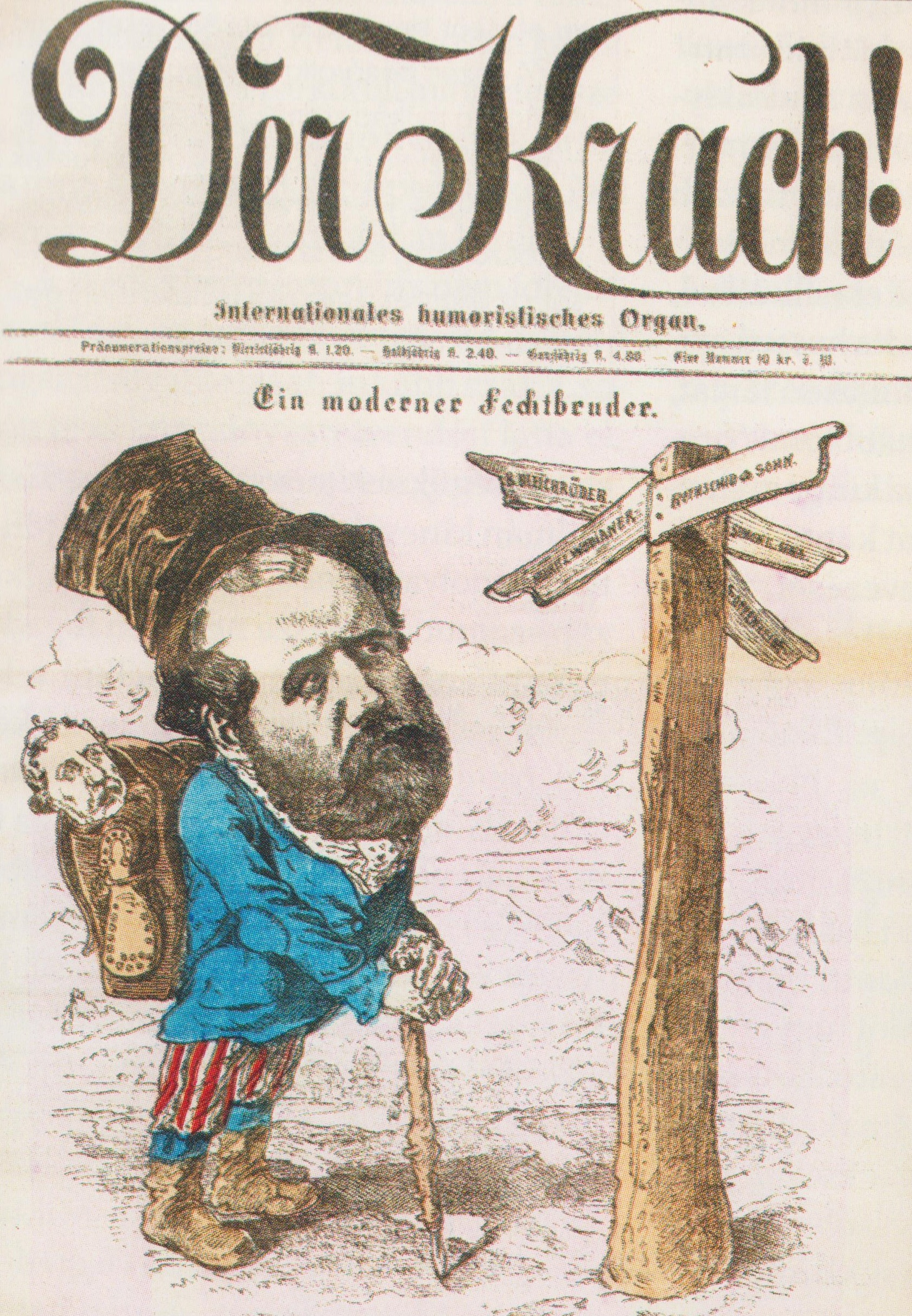
A Bittó-kormány dilemmája, hogy melyik bankhoz forduljanak kölcsönért (Der Krach-karikatúra, 1874 október)

| Név                                                | hivatal kezdete   | hivatal vége     | párt           | megjegyzés     |
| Miniszterelnök                                     | Miniszterelnök    | Miniszterelnök   | Miniszterelnök | Miniszterelnök |
| -------------------------------------------------- | ----------------- | ---------------- | -------------- | -------------- |
| Bittó István                                       | 1874. március 21. | 1875. március 2. | Deák-párt      |                |
| Belügyminiszter                                    |                   |                  |                |                |
| Szapáry Gyula                                      | 1874. március 21. | 1875. március 2. | Deák-párt      |                |
| Pénzügyminiszter                                   |                   |                  |                |                |
| Ghyczy Kálmán                                      | 1874. március 21. | 1875. március 2. | Középpárt      |                |
| Igazságügy-miniszter                               |                   |                  |                |                |
| Pauler Tivadar                                     | 1874. március 21. | 1875. március 2. | Deák-párt      |                |
| Honvédelmi miniszter                               |                   |                  |                |                |
| Szende Béla                                        | 1874. március 21. | 1875. március 2. | pártonkívüli   |                |
| A király személye körüli miniszter                 |                   |                  |                |                |
| Wenckheim Béla                                     | 1874. március 21. | 1875. március 2. | Deák-párt      |                |
| Vallás- és közoktatásügyi miniszter                |                   |                  |                |                |
| Trefort Ágoston                                    | 1874. március 21. | 1875. március 2. | Deák-párt      |                |
| Földmívelés-, ipar-, és kereskedelemügyi miniszter |                   |                  |                |                |
| Bartal György                                      | 1874. március 21. | 1875. március 2. | Deák-párt      |                |
| Közmunka- és közlekedésügyi miniszter              |                   |                  |                |                |
| ifj. Zichy József                                  | 1874. március 21. | 1875. március 2. | Deák-párt      |                |
| Horvát–dalmát–szlavón tárca nélküli miniszter      |                   |                  |                |                |
| Pejacsevich Péter                                  | 1874. március 21. | 1875. március 2. | ?              |                |